# 新しい戦争
新しい戦争（あたらしいせんそう、英: New warfare）は、従来の戦争と違い、国とテロ組織が戦うことを示す戦争の呼称である。

## 概要
20世紀、21世紀に入り、世界各地で宗教対立や民族紛争などが多発し、民間人などが武装して対立相手にテロを起こすようになった。そんな中、2001年9月11日にアメリカ合衆国で、テロリストにハイジャックされた飛行機が、アメリカ軍の中枢機関である国防総省（ペンタゴン）、世界貿易センタービルなどの建物に激突し、死者2,500人以上を出す大規模なテロ事件が発生した。この事件は全世界に衝撃を与え、世界にテロの脅威を知らしめた。アメリカ合衆国政府は、このテロ攻撃をオサマ・ビンラディンをリーダーとする国際テロ組織『アルカイダ』による犯行として捜査を開始。潜伏先がアフガニスタンの可能性が高いと判断するとアメリカは、アフガニスタンに同組織の引渡しを要求するも決定的な証拠はないとして拒否されたため、アメリカはアフガニスタンを攻撃するようになった。世界ではこの一連の事件を国とテロ組織との戦争と称して『新しい戦争』と呼ぶようになる。その後も、イギリスのロンドン市内で「同時爆破テロ事件」、スペインで「スペイン列車爆破テロ事件」が起きるなど、テロ事件が相次いで発生している。

## 特徴
新しい戦争の特徴としては、従来の戦争と違って国対国ではなく、国対テロ組織という非国家主体と戦争をするということである。この場合、国対国つまり軍対軍の戦いではなく、軍対テロ組織の戦いが起きる。普通に考えると、強力な兵器を持つ軍隊であればすぐにでもテロ組織を殲滅できると思うかもしれない。しかし、この戦いで不利な立場なのは国である。テロ組織を攻撃することはまず、居場所を突き止めなければならず、特定の国に限定したとしても逃亡されてしまう可能性が高いため、攻撃をし難いからである。そのため現在、世界各国の政府、軍隊では新しい戦争にそなえた軍事力を保持しようと研究が続けられている。

## 関連事件
- 1993年2月26日 - 世界貿易センタービル爆破事件
- 2001年9月11日 - アメリカ同時多発テロ事件
- 2002年10月12日 - バリ島爆弾テロ事件
- 2004年3月11日 - マドリード列車爆破テロ事件
- 2005年7月7日 - ロンドン同時爆破事件
- 2006年7月11日 - ムンバイ列車爆破事件
- 2011年1月1日 - アレクサンドリア自爆テロ
- 2011年7月22日 - ノルウェー連続テロ事件